# 島田法子
島田 法子（しまだ のりこ、1944年 - ）は、日本の歴史学者、日本女子大学名誉教授。アメリカ史、アメリカ地域研究専攻。
日本女子大学文学部英文科卒、米国シラキュース大学歴史学科修士課程修了。中国短期大学助教授、東京基督教短期大学教授、日本女子大学文学部英文学科助教授、教授。2013年退任、名誉教授。

## 著書
- 『日系アメリカ人の太平洋戦争』リーベル出版 1995
- 『戦争と移民の社会史 ハワイ日系アメリカ人の太平洋戦争』現代史料出版 2004

### 編著共著
- 『写真花嫁・戦争花嫁のたどった道 女性移民史の発掘』編著 明石書店 日本女子大学叢書 2009
- 『上代タノ 女子高等教育・平和運動のパイオニア』中嶌邦,杉森長子共著 ドメス出版 日本女子大学叢書 2010

## 注
1. ↑  『日系アメリカ人の太平洋戦争』『上代タノ』著者紹介